# Леонгардит
Леонгардит (рос. леонгардит; англ. leonhardite; нім. Leonhardit m) — мінерал, частково зневоднений ломонтит. Зневоднений алюмосилікат кальцію каркасної будови, групи цеолітів.
Свіжі, щойно здобуті зразки ломонтиту можуть бути напівпрозорими або прозорими, але опинившись у звичайних атмосферних умовах вони за період від кількох годин до доби суттєво змінюються, — втрата кристалізаційної води перетворює ломонтит в білий непрозорий леонгардит (більшість зразків ломонтиту в колекціях насправді представлено леонгардитом). Леонгардит дуже пухкий і часто може розсипатися в порошок при щонайменшому дотику.